# Gmina Zawadzkie
Die Gmina Zawadzkie ist eine Stadt- und Landgemeinde im Powiat Strzelecki der Woiwodschaft Opole in Polen. Verwaltungssitz ist die namensgebenden Stadt mit etwa 7300 Einwohnern.

## Geografie
Die Gmina liegt im Osten der Woiwodschaft Opole und im mittleren Oberschlesien und grenzt im Osten an die Woiwodschaft Schlesien.
Fläche
Die Fläche der Gemeinde beträgt 82,24 km², davon sind:
- 29 % landwirtschaftliche Flächen
- 62 % Waldflächen

Nachbargemeinden
Die Gmina Zawadzkie grenzt an die Gemeinden der Orte Colonnowska, Guttentag, Himmelwitz, Krupski Młyn (Kruppamühle), Pawonków (Pawonkau) und Wielowieś (Langendorf).

## Gliederung
- Stadt Zawadzkie (Zawadzki), Sitz der Gemeindeverwaltung

Weitere Ortschaften
- Kielcza (Keltsch)
- Żędowice (Sandowitz)

## Politik

### Bürgermeister
An der Spitze der Verwaltung steht ein Bürgermeister. Dies ist seit 2024 Michał Rytel, der sich bereits im ersten Wahlgang gegen den seit 2018 amtierenden Mariusz Stachowski durchsetzte. Die Wahl 2024 brachte folgendes Ergebnis:
- Michał Rytel (Wahlkomitee Michał Rytel – Lasst es uns machen) 58,9 % der Stimmen
- Mariusz Stachowski (Wahlkomitee Mariusz Stachowski) 23,7 % der Stimmen
- Adam Marian Saternus (Wahlkomitee Adam Marian Saternus) 9,0 % der Stimmen
- Marcin Krzysztof Freinik (Wahlkomitee Wähler unserer Gemeinde) 8,3 % der Stimmen

Die Wahl 2018 hatte zu folgendem Ergebnis geführt:
- Mariusz Stachowski (Wahlkomitee Mariusz Stachowski) 58,9 % der Stimmen
- Bartłomiej Kowalczyk (parteilos) 36,1 % der Stimmen
- Przemysław Dziembala (Kukiz’15) 5,0 % der Stimmen

Damit wurde Stachowski bereits im ersten Wahlgang zum neuen Bürgermeister gewählt.

### Gemeinderat
Der Gemeinderat besteht aus 15 Mitgliedern und wird direkt gewählt. Die Gemeinderatswahl 2024 führte zu folgendem Ergebnis:
- Wahlkomitee Michał Rytel – Lasst es uns machen 49,4 % der Stimmen, 11 Sitze
- Wahlkomitee Mariusz Stachowski 18,4 % der Stimmen, kein Sitz
- Wahlkomitee Wähler unserer Gemeinde 11,4 % der Stimmen, kein Sitz
- Wahlkomitee Schlesische Kommunalverwaltung 8,8 % der Stimmen, 3 Sitze
- Wahlkomitee Adam Marian Saternus 8,5 % der Stimmen, kein Sitz
- Wahlkomitee Paweł Małecki – Sie haben die Wahl 3,7 % der Stimmen, 1 Sitz

Die Gemeinderatswahl 2018 führte zu folgendem Ergebnis:
- Wahlkomitee Mariusz Stachowski 47,7 % der Stimmen, 10 Sitze
- Wahlkomitee Neues Zawadzkie 22,5 % der Stimmen, 3 Sitze
- Wahlkomitee Deutsche Minderheit 18,0 % der Stimmen, 2 Sitze
- Kukiz’15 10,3 % der Stimmen, kein Sitz
- Übrige 1,5 % der Stimmen, kein Sitz

## Bevölkerung
In Zawadzkie bekannten sich bei der Volkszählung 2002 19 % der Bevölkerung zur deutschen Nationalität und 8 % zur schlesischen Nationalität.
In der Gemeinde setzten sich die Einwohner für die Einführung zweisprachiger Ortsnamen ein. Im Juni 2016 fand die Bürgerbefragung statt, bei der sich Kielcza und Żędowice mehrheitlich für deutsche Ortsnamen entschieden, während sich die Stadtbevölkerung Zawadzkies dagegen entschied. Über die Umsetzung wird der Gemeinderat entscheiden.